# USS LST-514
O USS LST-514 foi um navio de guerra norte-americano da classe LST que operou durante a Segunda Guerra Mundial.